# Ko (apellido)
Ko (髙|高), también variantes romanizadas como Go, Goh, o Koh, es un nombre familiar coreano común. Tanto que en el censo nacional de Corea del Sur de 2000 había 435 000 Kohs, cerca del 1 % de la población. Liaoyang (遼陽) Basó Go (高) fue la familia real de Goguryeo, Del norte Yan gobernante Gao Yun (高雲), Tang general de la Dinastía Gao Xianzhi (高仙芝) ha sido dicho que es el origen del linaje.

## Ciudad de origen
- Jeju La isla Go (髙|高)
- Hoengseong Go (髙|高)
- La Península coreana